# 青野春秋
青野 春秋（あおの しゅんじゅう）は、日本の漫画家。茨城県常陸太田市出身。

## 略歴
2001年に『ヤングマガジン』（講談社）にて椎名春良名義で投稿した『スラップスティック』が第45回ちばてつや賞（ヤング部門）優秀新人賞を受賞する。しかし雑誌掲載には至らず、2005年に『月刊IKKI』（小学館）にて『走馬灯』が第17回イキマンを受賞しデビューする。
2007年に初連載『俺はまだ本気出してないだけ』を『月刊IKKI』で開始、2012年8月号にて完結した。同作は堤真一主演で実写映画化され、2013年に公開された。
2017年、『ビッグコミックスピリッツ』（小学館）連載の『100万円の女たち』がドラマ化された。
2021年、『コミックDAYS』（講談社）にて「うまくいかない大人たち」が登場する『みんなのうた』の連載を開始。

## 作品リスト

### 漫画
- 俺はまだ本気出してないだけ（『月刊IKKI』、小学館、全5巻）
- 五反田物語（『月刊!スピリッツ』、小学館）ISBN 978-4091853103
- スラップスティック（『月刊IKKI』2014年1月号 - 2014年11月号[注 1]→『ヒバナ』2015年4月号 - 2017年9月号[注 2]→『マンガワン』、小学館、既刊3巻）
- 夢子ちゃん（『幻冬舎plus』、幻冬舎）ISBN 978-4344026193
- ガールズトーク（『小説 野性時代』2014年1月号 - 、角川書店）
- IKKIと私（『月刊IKKI』2014年7月号 - 2014年11月号[注 1]、小学館）
- 100万円の女たち（『ビッグコミックスピリッツ』2015年51号 - 2016年41号、小学館、全4巻）
- 花束をください（『月刊バーズ』2017年5月号 - 、幻冬舎、既刊1巻）
- みんなのうた（『コミックDAYS』2021年12月19日[2] - 、講談社、既刊1巻）

### その他
- SCANDAL - シングル「会わないつもりの、元気でね」通常版の特典。描き下ろしメンバーイラストコラボステッカー全5種。
- 永方佑樹の詩集『不在都市』（思潮社）の装画を担当[3]。